# Іссуф Коне
Іссуф Коне (фр. Yssouf Koné, нар. 19 лютого 1982, Короґо) — буркінійський футболіст, що грав на позиції нападника, зокрема за національну збірну Буркіна-Фасо.

## Клубна кар'єра
У дорослому футболі дебютував 2002 року виступами в Марокко за команду «Раджа» (Касабланка), в якій провів три сезони. Протягом частини 2004 року на правах оренди грав за «Ціндао Хайліфен».
2005 року перейшов до іншого марокканського клубу, «Олімпіка» (Сафі).
На початку 2006 року за 500 тисяч євро перейшов до норвезького «Русенборга». Провів у команді 2,5 сезони, основним гравцем не став, проте мав регулярну ігрову практику.
Влітку 2008 року уклав контракт з румунським «ЧФР Клуж», який сплатив за трансфер нападника 1 мільйон євро.
Завершував ігрову кар'єру у норвезькій «Волерензі», за яку виступав протягом 2011—2012 років.

## Виступи за збірну
2004 року дебютував в офіційних матчах у складі національної збірної Буркіна-Фасо.
У складі збірної був учасником Кубка африканських націй 2010 року в Анголі.
Загалом протягом кар'єри у національній команді, яка тривала 7 років, провів у її формі 11 матчів, забивши 3 голи.

## Титули і досягнення
- Чемпіон Румунії (1):

«ЧФР Клуж»: 2009-2010